# イメージファクトリー
株式会社イメージファクトリーは、名古屋市に本社を置くTV番組・企業VP・ロケーション事業を行う企業。

## 概要
- 社名 株式会社イメージファクトリー
- 所在地 〒462-0831　名古屋市北区城東町7-150
- 代表者 代表取締役社長　天野信二
- 設立 平成3年3月
- 資本金 1000万円
- 営業種目 社員教育ビデオ・PRビデオ・各種記録ビデオ・TVCM・DVD制作